# Raucaffrinolina
Raucaffrinolina es un alcaloide indol bio activo aislado de las hojas de Rauvolfia.